# Ekonomistyrningsverket
Ekonomistyrningsverket (ESV) är en svensk statlig förvaltningsmyndighet, som sorterar under Finansdepartementet och ansvarar för ekonomisk styrning av statlig verksamhet.

## Verksamhet
Ekonomistyrningsverket utvecklar den ekonomiska styrningen för statliga myndigheter samt gör analyser och prognoser för statens ekonomi. Det utvecklar det ekonomiadministrativa regelverket och ger ut föreskrifter och allmänna råd. Varje år genomförs även ekonomiadministrativ värdering av samtliga myndigheter.
Ekonomistyrningsverket svarar för internrevisionen i staten.[förklaring behövs]
Det statliga koncernredovisningssystemet "Hermes" utvecklas och förvaltas av myndigheten.
Andra uppgifter är:
- att göra oberoende prognoser och analyser av statens budget och den offentliga sektorns finanser. Detta innebär fyra budgetprognoser per år,
- att identifiera statsfinansiella risker,
- att arbeta med lokalförsörjningsfrågor, vilket bland annat innebär att myndigheten analyserar statens lokalkostnader,
- att granska användning av Sveriges EU-medel.

## Organisation
Ekonomistyrningsverket har sitt huvudkontor i Stockholm och har ungefär 150 anställda.
Myndigheten leds av generaldirektören, som är myndighetschef. Vidare finns ett insynsråd.
Vid Ekonomistyrningsverket finns även ett redovisningsråd och ett internrevisionsråd, som har till uppgift att ge generaldirektören råd i vissa frågor.

## Generaldirektörer
- Bo Jonsson 1998-2003
- Yvonne Gustafsson 2003-2008
- Hans Lindberg 2008-2010
- Mats Wikström 2010-2016
- Clas Olsson 2017-